# Кашхатау
Кашхатау (карач.-балк. Къашхатау) — селище (з 1964 до 2012 селище міського типу) в Черецькому районі Кабардино-Балкарії. Адміністративний центр Черецького району і міського поселення Кашхатау.

## Географія
Селище розташоване в центральній частині Черецького району, на лівому березі річки Черек. Знаходиться за 30 км на південь від міста Нальчик. Уздовж селища проходить дорога республіканського значення Урвань-Уштулу, що зв'язує селище з Нальчиком.
Площа міського поселення становить — 39 км  2 .

## Історія
Точна дата заснування поселення невідомо. Наприкінці XIX століття Кашхатау був одним з рідкісних передгірних балкарських сіл, і в адміністративному відношенні перебував під управлінням Хуламського суспільства балкарців.
У 1935 році при утворенні Хуламо-Безенгійського району, обраний його адміністративним центром, що сприяло швидкому зростанню населення села, так як сюди почали великими групами переселяться люди з Безенгійської ущелини.
У 1944 році балкарці були депортовані до Середньої Азії, і село опинилося в напівзанедбаному стані. У тому ж році село було перейменоване в Радянське.
У 1957 році балкарці були реабілітовані Верховною Радою СРСР і їм було дозволено повернутися на своїх колишні місця проживання.
У 1964 році село отримало статус селища міського типу.
Указом Президії ВС РСФСР від 16 грудня 1991 року селищу повернуто його колишню назву.
«Кашхатау» з балкарської мови перекладається як «лиса гора» (над селищем дійсно підноситься безлісний пагорб).

## Економіка
Між Кашхатау і Аушігером будується каскад Черецьких гідроелектростанцій, перша черга яких (Аушигерська ГЕС) вже введена в дію.
У селищі знаходиться головний офіс Кабардино-Балкарського Державного Високогірного заповідника, покликаного захищати флору і фауну високогір'я Центрального Кавказу. Тут же знаходиться підприємство з переробки лісу, на якому виготовляється буковий паркет.